# Mikołaj Olszewski (filozof)
Mikołaj Olszewski – polski historyk filozofii, kierownik zakładu Historii Filozofii Średniowiecznej w Instytucie Filozofii i Socjologii PAN.

## Życiorys
Habilitował się w 2003 roku. Zajmuje się przede wszystkim badaniem nad Filozofią średniowieczną. Wchodzi w skład komitetu narodowego Wydziału Nauk Społecznych PAN ds. współpracy z Międzynarodową Unią Akademicką (UAI). Należy do Rad Naukowych IFiS PAN oraz Instytutu Historii Kultury w Średniowieczu KUL. Jest współpracownikiem Instytutu Etnologii i Antropologii Kulturowej na Uniwersytecie Warszawskim. Był recenzentem prac doktorskich i habilitacyjnych Katarzyny Pachniak, Magdaleny Czubak, Joanny Judyckiej i in.

## Publikacje
Publikacje książkowe
- Mikołaj Olszewski: O praktycznej bądź teoretycznej naturze teologii. Metateologia scholastyczna 1200-1350. Kraków: Universitas, 2002. ISBN 83-242-0184-X. Brak numerów stron w książce[6]

Artykuły
- Mikołaj Olszewski. Hermeneutyka Orygenesa, czyli o początkach. „Archiwum Historii Filozofii i Myśli Społecznej”. 37, 1992.brak numeru strony
- Mikołaj Olszewski. Początki sporu o praktyczność czy teoretyczność teologii. „Przegląd Tomistyczny”. VIII, s. 209–244, 2000.
- Mikołaj Olszewski. Idzi Rzymianin o Tomaszowej krytyce Anzelmowego dowodu na istnienie Boga. „Przegląd Tomistyczny”. XI, s. 7-70, 2005.
- Mikołaj Olszewski: Filozofia w średniowieczu. W: Słownik filozofii. Jan Hartman (red.). Kraków: Wydawnictwo Zielona Sowa, 2006. ISBN 83-7435-267-1. Brak numerów stron w książce
- Mikołaj Olszewski: Teologia jako nauka według Tomasza z Akwinu jak też o pożytkach płynących z czytania średniowiecznych tomistów. W: Teologia św. Tomasza z Akwinu dzisiaj. Pod redakcją Bogusława Kochaniewicza. T. 15. Poznań: Uniwersytet im. Adama Mickiewicza w Poznaniu, 2010, seria: Colloquia Disputationes. ISBN 978-83-61884-69-9. Brak numerów stron w książce* Mikolaj Olszewski. Introduction to the edition of the prologue to the Commentary on the Sentences by Augustinus Triumphus of Ancona. „Augustiniana”. 61 (1-2), s. 75-153, 2011. Heverlee. (ang.).